# لويس بورجوازي (لاعب كرة قدم)
لويس بورجوازي (بالفرنسية: Louis Bourgeois)‏ هو لاعب كرة قدم فرنسي، ولد في 31 يوليو 1937 في بيلي بيرسلاو في فرنسا، وتوفي في 22 فبراير 2022 في لنس في فرنسا. لعب مع ستاد ريمس ونادي ليل.

## وصلات خارجية
- لويس بورجوازي على موقع قاعدة بيانات كرة القدم.إي يو (الإنجليزية)